# 山添拓
山添 拓（やまぞえ たく、1984年〈昭和59年〉11月20日 - ）は、日本の政治家、弁護士。日本共産党所属の参議院議員（2期）で、弁護士として自由法曹団、日本労働弁護団、青年法律家協会に所属する。日本共産党政策委員長。

## 経歴

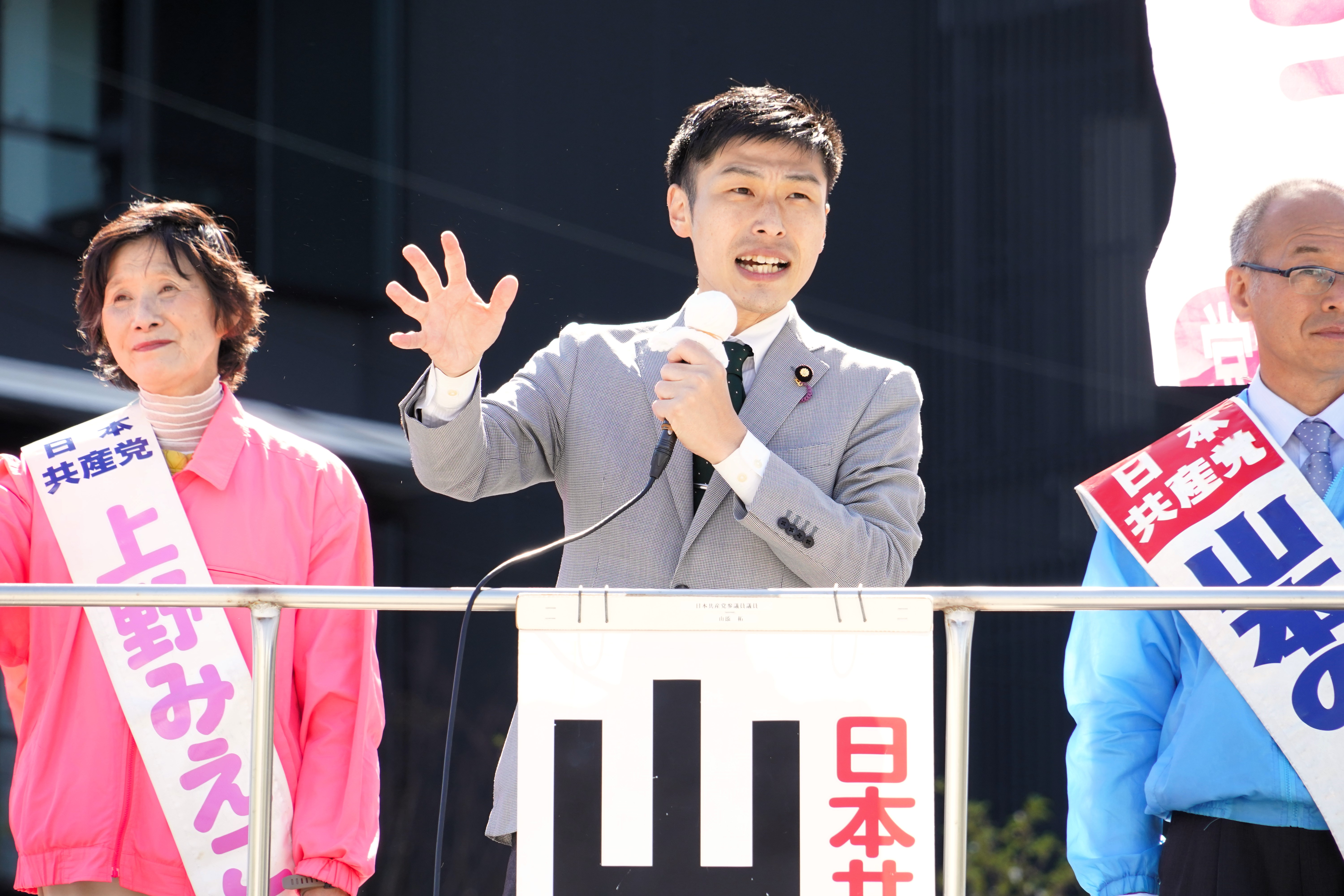
2023年4月8日、熊本市での街頭演説にて

京都府向日市で生まれ、京都市立堀川高等学校、東京大学法学部をそれぞれ卒業し、早稲田大学大学院法務研究科を修了して法務博士（専門職）を修得する。
2010年に司法試験合格、2011年に弁護士登録、以後東京法律事務所や山添拓法律事務所で、原発事故の被害賠償事件に取り組む弁護団、過労死弁護団、首都圏青年ユニオン顧問弁護団、国公労連賃下げ違憲訴訟弁護団等に参加する。
2016年の第24回参議院議員通常選挙に、改選数・定数6名の東京都選挙区から日本共産党公認で立候補し、得票率10.7パーセント (%) を得て4位で初当選する。
2020年1月の第28回党大会で党中央委員、第1回中央委員会総会で幹部会委員、第1回幹部会で常任幹部会委員それぞれに選出され、新設されたジェンダー平等委員会副責任者となる。
2022年の第26回参議院議員通常選挙で、得票数3位で再選される。
2024年1月18日、日本共産党第29回大会で、志位和夫委員長が退任し、参院議員の田村智子政策委員長を後任に充てる人事を決定し、後任の政策委員長に就く。

## 政策・主張

### 憲法
- 憲法改正について、2016年の朝日新聞社のアンケート、2022年のNHKのアンケートで「反対」と回答[7][8]。
- 憲法9条改正について、2016年、2022年の毎日新聞社のアンケートで「反対」と回答[9][10]。9条に自衛隊の明記について、2022年のNHKのアンケートで「反対」と回答[8]。
- 憲法を改正し緊急事態条項を設けることについて、2022年のNHK、東京新聞のアンケートで「反対」と回答[8][11]。

### 外交・安全保障
- 「他国からの攻撃が予想される場合には先制攻撃もためらうべきではない」との問題提起に対し、2016年のアンケートで「反対」と回答[7]。
- 敵基地攻撃能力を持つことについて、2022年のNHKのアンケートで「反対」と回答[8]。
- 「北朝鮮に対しては対話よりも圧力を優先すべきだ」との問題提起に対し、2016年のアンケートで「どちらとも言えない」と回答[7]。
- 安全保障関連法の成立について、2016年の毎日新聞社のアンケートで「廃止すべき」と回答[9]。
- 普天間基地の移設問題について、2016年の毎日新聞社のアンケートで「国外に移設すべき」と回答[9]。普天間基地の辺野古移設について、2022年の毎日新聞社のアンケートで「反対」と回答[10]。
- 日本の核武装について、2016年の毎日新聞社のアンケートで「将来にわたって検討すべきでない」と回答[9]。
- ロシアは2022年2月24日、ウクライナへの全面的な軍事侵攻を開始した[12]。日本政府が行ったロシアに対する制裁措置についてどう考えるかとの問いに対し、2022年のNHKのアンケートで「さらに強めるべきだ」と回答[8]。同年の毎日新聞社のアンケートで「制裁をより強めるべきだ」と回答[10]。
- 2022年6月7日、政府は経済財政運営の指針「骨太方針」を閣議決定した。NATO加盟国が国防費の目標としている「GDP比2％以上」が例示され、防衛力を5年以内に抜本的に強化する方針が明記された[13]。「防衛費を今後どうしていくべきだと考えるか」との問いに対し、2022年のNHKのアンケートで「大幅に減らすべき」と回答[8]。
- 徴用工訴訟問題や慰安婦問題などをめぐり日韓の対立が続くなか、関係改善についてどう考えるかとの問いに対し、2022年の毎日新聞社のアンケートで「日本政府がより譲歩すべきだ」と回答[10]。

### ジェンダー
- 選択的夫婦別姓制度の導入について、2016年のアンケートで「賛成」と回答[7]。「自らの馴れ親しんだ姓を名乗り続けたいという思いは個人の尊厳を定める憲法の下で当然尊重されるべき」とする[14]。2022年のNHK、東京新聞のアンケートで「賛成」と回答[8][15]。
- 同性婚を可能とする法改正について、2016年の朝日新聞社のアンケート、2022年のNHKのアンケートで「賛成」と回答[7][8]。
- クオータ制の導入について、2016年のアンケートで「どちらかと言えば賛成」と回答[7]。2022年のNHKのアンケートで「賛成」と回答[8]。

### その他
- アベノミクスについて、2022年の毎日新聞社のアンケートで「評価できず、見直すべきだ」と回答[10]。
- 永住外国人への地方参政権付与について、2016年のアンケートで「賛成」と回答[7]。
- 首相の靖国神社参拝について、2016年のアンケートで「反対」と回答[7]。
- 「治安を守るためにプライバシーや個人の権利が制約されるのは当然だ」との問題提起に対し、2016年のアンケートで「反対」と回答[7]。
- 「原子力発電所は日本に必要だと思うか」との問いに対し、2016年の毎日新聞社のアンケートで「必要ない」と回答[9]。
- 2016年の米国大統領選挙について「ドナルド・トランプとヒラリー・クリントンのどちらを支持するか」との問いに対し、2016年の毎日新聞社のアンケートで「どちらとも言えない」と回答[9]。
- 2016年2月8日、高市早苗法務大臣は、放送局が政治的公平性を欠く放送を繰り返した場合、放送法4条違反を理由に電波停止を命じる可能性に言及した[16][17]。安倍晋三首相は2月15日の衆議院予算委員会で野党の批判に反論し、高市の発言を擁護した[18]。政府の姿勢をどう思うかとの問いに対し、2016年の毎日新聞社のアンケートで「問題だ」と回答[9]。
- 国会議員の被選挙権年齢の引き下げについて、2022年の毎日新聞社のアンケートで「賛成」と回答[10]。
- 「岸田文雄首相の政権運営をどの程度評価するか」との問いに対し、2022年のNHKのアンケートで「全く評価しない」と回答[8]。
- 「小池百合子都知事の都政運営をどの程度評価するか」との問いに対し、2022年のNHKのアンケートで「全く評価しない」と回答[8]。
- 「新型コロナウイルスの感染症法上の扱いを結核など2類と同等の現行の対応を維持するべきか、インフルエンザなど5類と同等に緩和するべきか」との問いに対し、2022年の東京新聞のアンケートで「今のままでよい」と回答[19]。

## 鉄道

### 鉄道政策
日本のローカル鉄道を軽視する姿勢に疑問を呈し、気候変動問題の観点から二酸化炭素排出量が多い航空機の不必要な利用を代替して鉄道利用を促すヨーロッパの動きを紹介し、日本も利益重視で赤字だからとローカル線を切り捨てずに鉄道の再評価が必要と論ずる。

### 鉄道写真家
党のウェブサイトなどで鉄道ファンの中でも特に写真撮影を好む「撮り鉄」と自己紹介している。

## 不祥事

### 山添拓参議院議員の秩父鉄道無断立ち入り事件
2020年11月3日に鉄道写真撮影の目的で埼玉県秩父郡長瀞町の秩父鉄道の敷地に無断で立ち入ったとして、埼玉県警によって鉄道営業法違反（鉄道地内立ち入り）容疑で書類送検されたことが、2021年9月に報じられた。山添は容疑を認め、地域住民が使用している形跡があり通行可能な道と勘違いしていたと弁明した。当日に現場を離れて帰宅しようとした際、埼玉県警秩父署員から軽犯罪法違反にあたると指摘を受けていた。
報道後の2021年9月21日に共産党の小池晃書記局長は記者会見で、報道された事件について2020年11月4日付で山添を既に厳重注意処分済み、と述べた。山添は警察官から指摘を受けたのち、小池に対して電話で報告して4日に「軽率な行動で深く反省している」と謝罪した。9月30日にさいたま地検は山添を不起訴処分とした。

## 出演
- ポリタスTV（YouTube、2020年6月15日配信）
- 百年と希望（2022年）

## 選挙歴
| 当落 | 選挙                     | 執行日         | 年齢 | 選挙区       | 政党       | 得票数     | 得票率 | 定数 | 得票順位 /候補者数 | 政党内比例順位 /政党当選者数 |
| ---- | ------------------------ | -------------- | ---- | ------------ | ---------- | ---------- | ------ | ---- | ------------------ | ---------------------------- |
| 当   | 第24回参議院議員通常選挙 | 2016年07月10日 | 31   | 東京都選挙区 | 日本共産党 | 66万5835票 | 10.70% | 6    | 4/29               | /                            |
| 当   | 第26回参議院議員通常選挙 | 2022年07月10日 | 37   | 東京都選挙区 | 日本共産党 | 68万5224票 | 10.88% | 6    | 3/34               | /                            |